# 沃德爾 (亞利桑那州)
沃德爾（英語：Waddell）是位於美國亞利桑那州馬里科帕縣的一個非建制地區。
這個地區有一家佛寺，而這家佛寺是1991年一宗槍擊案的兇案現場。

## 地理
沃德爾的座標為33°36′41″N 112°25′38″W / 33.61139°N 112.42722°W，而該地的平均海拔高度為382米（即1253英尺）。